# Otto Ritter (Anglist)
Otto Carl Theodor Ritter (* 9. Januar 1876 in Berlin; † 17. April 1963 in Halle (Saale)) war ein deutscher Anglist und Hochschullehrer.

## Leben und Werk
Er war der Sohn des Faktors Otto Gottfried Ritter und dessen Ehefrau Clara B. geb. Schäfer. Nach dem Schulabschluss in Berlin studierte Ritter ab 1894 neuere Philologie, Sprachwissenschaften und Anglistik in Berlin und Halle und promovierte 1899 zum Dr. phil. 1903 wurde er nach erfolgter Habilitation Dozent an der Universität Halle-Wittenberg, wo er 1921 zum nichtbeamteten außerordentlichen Professor ernannt wurde. 1953 schied er aus dem Universitätsdienst aus. Er forschte und publizierte zu schottischer Sprache und Literatur, zu vergleichender Literaturgeschichte, zu englischer Etymologie und deutscher Wortkunde.

## Schriften (Auswahl)
- Quellenstudien zu Robert Burns, 1773-1791. Halle/S. 1901.
- Neue Quellenfunde zu Robert Burns. Halle/S. 1903.
- Die Geschichte der Französischen Balladenformen von Ihren Anfängen bis zur Mitte des XV. Jahrhunderts. Halle/S. 1914.
- Beiträge zur englischen und germanischen Etymologie. 1921.
- Vermischte Beiträge zur englischen Sprachgeschichte, Etymologie, Ortsnamenkunde, Lautlehre. Halle/S. 1922.